# خواطر مصرحة (كتاب)
خواطر مصرحة كتاب نقدي من تأليف الأديب والشاعر السعودي محمد حسن عواد يوصف بأنه أول كتاب نهضوي تنويري في الجزيرة العربية، وقد صدر الكتاب عام 1345هـ (1926م)، وأثار وقت صدوره ردود فعل واسعة ومتباينة، كما تعرض عواد بسبب بعض الآراء الجريئة في نقد المجتمع والثقافة السائدة وبعض العادات والتقاليد للوقف عن العمل ومصادرة الكتاب.

## محتويات الكتاب
تضمن كتاب (خواطر مصرحة) مقالات «صغيرة مركزة ذات مرامي ومقاصد وأهداف رسمها الأستاذ محمد عواد وأراد منها الإصلاح والتقويم والبناء والتوعية وبث الفكر الحر المستقل لدى الناس عموماً وخصوصاً ناشئة الحجاز واستنهاض المجتمع ككل بأن يكون مجتمعاً عاملاً صناعياً مثقفاً بثقافة العصر الحية المتجددة». ومن بين المقالات التي تضمنها الكتاب مقالة انتقد فيها طريقة التعليم التي تقوم على الحفظ والاستظهار، كما تضمن مقالة عنوانها «إلى علم البلاغة العربية القديمة»، ومقالات أخرى منها: «من نافذة الخيال»، و«أيها المتشاعرون»، و«أمة مهملة»، و«فلسفة الحياة العصرية»، و«الأدب في الحجاز»، ومقالة «مداعبة مع العلماء» التي تعد أكثر مقالات الكتاب إثارة للجدل.
وقد اختُلف في من هم العلماء الذين عناهم عواد في مقالته ووصف عقولهم بقوله:
«هل خلقت لتملأوها تبغاً ونشوقاً، ولتضغوا عليها عمائم عظيمة، وقلنسوات خيزراني؟».
وقد قام حسين بافقيه بإصدار طبعة جديدة من الكتاب عام 1433هـ بعنوان (خواطر مُصرّحة: يليه رد يوسف ياسين)، وحاول الإجابة عن السؤال المطروح عن العلماء الذين عناهم عواد في نقده، واستبعد أن يكون نقده موجهاً لعلماء الوهابية أو السلفيين إذ أن "تاريخ إنشاء مقدمة الكتاب رأس السنة الهجرية 1435هـ، وذكر عواد في مقدمة الطبعة الثانية للكتاب أن تاريخ كتابته يرقى إلى سنة 1344هـ = 1926، 
وذلك يعني أن عواداً لم يعن بثورته علماء الوهابية، لأنهم لم يلقوا عصاهم، بعد، في الحجاز، وبخاصة مدينة جدة حيث يعيش عواد، ولا أحسبهم هبطوا جدة حتى ذلك الحين، لأنها لم تستسلم للسعوديين إلا قبل إنشاء المقدمة بأشهر يسيرة لا تكفي لكي يعرف عواد علماء الوهابية، دع عنك أن يشبعهم سخرية وذماً، ولا أظنه بمستطيع ذلك، ولو أراد".
ويضيف بافقيه: «الذي أميل إليه أن عواداً عنى رجال الطرق الصوفية ممن تناثرت زواياهم في الحجاز، وكان لها حيث يسكن في جدة تاج وصولجان، يقوي ذلك أنه يقول لأولئك العلماء: ولكن أفكاركم؟ أين أفكاركم وعقولكم؟ أليست موجودة في رؤوسكم؟ لماذا خلقت رؤوسكم؟ هل خلقت لتملأوها تبغاً ونشوقاً، وتضعوا عليها عمائم عظيمة وقلنسوات خيزرانية؟ كلا لا أظنها خلقت لهذه الأشياء».
وقد عينت لجنة للتحقيق مع العواد فيما ورد في كتابه، وتكونت اللجنة من صاحب السمو الملكي الأمير فيصل، والشيخ محمد صالح نصيف ومهدي المصلح «مدير الأمن العام»، وفقد العواد مكانته الممتازة كأستاذ ملحوظ في مدرسة الفلاح وهي أهم مدرسة في جدة.

## أهمية الكتاب
يقول علي جواد الطاهر عن الكتاب: «لقد كان صدور (خواطر مصرحة) في ذلك الوقت المبكر جداً من تاريخ النشر الأدبي في المملكة بقلم شاب ثائر يدعي الكثير، ويخوض في مسائل ضخمة، اشبه بثورة في المحيط، وقد ترك صدى كبيراً زاد في ثقة الكاتب بنفسه وزاد في (غروره) الأدبي كذلك».
يقول "عبد العزيز الخضر" في كتابه (السعودية: سيرة دولة ومجتمع): «يشير الكثير من النقاد بإيجابية لدور العواد التحديثي، حيث ظل في نظرهم في صدام حاد مع هذا الواقع في أشكاله وصوره المختلفة، داعياً إلى الثورة على كل قديم في الفكر والحياة، والأخذ بأساليب النهضة الحديثة والانفتاح على حضارة العصر. وقد أخذت أفكار العواد الجريئة وأسلوبه اللاذع والساخر المجتمع بالدهشة والصدمة، وألهبت عليه الأوساط الدينية والمحافظة، وكان ذلك سبباً في تركه وظيفته في مدرسة الفلاح ذات الأسبقية التاريخية في تاريخ التعليم، وكاد يعرضه لعقوبة السجن. غير أن (خواطر مصرحة)، من ناحية أخرى حظي بإعجاب عدد من الأدباء مثل محمد سرور الصبان الذي قال عنه: إنجيل الثورة الفكرية. ووصفه عبد السلام الساسي بأنه ثورة إصلاحية على الأدب والمجتمع، وشبهه محمد عالم الأفغاني بالديناميت في عنف ثورته. ومن يعد اليوم إلى فكره وفلسفته في التنوير يجدها متجذرة في هذا الكتاب الذي أصبح علامة على شخصية العواد، وعلى فكر مرحلة مهمة من مراحل النهضة الأدبية في المملكة».
كتب "محسن السهيمي": «أصدقكم القول إنني حينما بدأت في قراءة الكتاب كنت أحمل قدراً كبيراً من النوايا المسبقة عنه وعن مؤلفه، وعددت نفسي مقدمةً على بحر لجي من الأفكار والرؤى المتحللة من الفضائل والقيم، المتصادمة مع الثوابت الشرعية. قرأت الكتاب فخرجت بنتيجة مؤداها أن خواطر العواد لم تكن تستحق كل هذه الزوبعة والحدّية من قِبل معارضيه في تلك الفترة وما تلاها؛ فالخواطر ليس فيها إلا خاطرة أو خاطرتان جاء فيها بعض التعريض لفئة من العلماء».